# Jul i Spanien
Jul i Spanien omfattar flera traditioner. En av dem är midnattsmässan, som många besöker. Många familjer äter sin huvudmåltid på julafton, före midnattsmässa. Efter midnattsmässan går många människor hem och bär facklor längsmed gatorna, samt spelar på instrument. Julkrubbor är populära i Spanien.
Den 28 december är det Värnlösa barns dag, och traditionen påminner om 1 april i många andra länder, då man försöker lura varandra.
Barnen får vissa julklappar på juldagen, men de flesta kommer på trettondedag jul den 6 januari och delas enligt sägen ut av de Tre vise männen. Traditionen säger också att barn som inte varit snälla får kol. Vissa större städer har trettonsdagsparader.
I Baskien är det enligt sägen Olentzero som delar ut julklapparna. medan det i Katalonien är Tió de Nadal.